# Aire (Ouse)
Aire (eng. River Aire) je velika rijeka u Engleskoj. 

## Tok
Izvire kod Malham Tarna. Kod Water Sinksa ponire i jedan dio toka od 1,6 km je podzemni potok. Teče kroz okrug Craven, kroz grofovije Sjeverni i Zapadni Yorkshire i Istočni riding Yorkshirea.
Pritoci su joj većinom potoci ("beck").
Dio od Malhalm Tarna (eng. tarn: jezerce, pleso, udubinsko jezero u planini gdje završava planinska dolina) i sutoke potoka kod Aire Heada znan je kao Malhamdale. Odatle je dolina znana kao Airedale i obuhvaća Bradford, premda rijeka zaobilazi grad, i do dijela gdje doseže Leeds, riječ Airedale rijetko se koristi.
Dio rijeke južno od Leedsa je kanaliziran i zove se kanal Aire - Calder.
Aire se ulijeva u Ouse kod Airmyna. Ime Airmyn je od dviju riječi, imena rijeke Aire i staroengleske riječi myn koja znači riječno ušće.

## Vanjske poveznice
|  | Zajednički poslužitelj ima još gradiva o temi Aire (Ouse) |